# Lino Tonti
Pour les articles homonymes, voir Tonti.
Lino Tonti (né le 16 septembre 1920 à Cattolica et mort le 8 juin 2002 à Varèse) est un ingénieur italien, spécialiste des motos.

## Biographie
- 1937 : entre chez Benelli.
- 1957 : passage chez FB Mondial, et conception d'une 250 de Grand Prix, qui deviendra la Paton (PAttoni et TONti).
- 1958 : passage chez Bianchi.
- 1964 : arrive chez Gilera.
- 1967 : entre chez Moto Guzzi : mise au point de la V7, création du cadre de la V7 Sport, puis création de la série des V50 en 1979.
- 1968 : création des Linto.